# مورغان هام
مورغان هام (بالإنجليزية: Morgan Hamm)‏ هو لاعب جمباز فني أمريكي، ولد في 24 سبتمبر 1982 في واشبرن في الولايات المتحدة.

## وصلات خارجية
- مورغان هام على موقع الاتحاد الدولي للجمباز (licence) (الإنجليزية)
- مورغان هام على موقع الاتحاد الدولي للجمباز (biography) (الإنجليزية)
- مورغان هام على موقع الاتحاد الأمريكي للجمباز (الإنجليزية)
- مورغان هام على موقع اللجنة الأولمبية الدولية (الإنجليزية)
- مورغان هام على موقع أوليمبيديا (الإنجليزية)
- مورغان هام على موقع اللجنة الأولمبية والبارالمبية الأمريكية (الإنجليزية)